# Louis Rossmann
Louis Anthony Rossmann (19 november 1988) is een Amerikaanse reparatietechnicus en youtuber.

## Beschrijving
Rossmann had van 2007 tot en met 2022 een eigen bedrijf in New York dat gespecialiseerd is in de reparatie van Apple MacBooks. Rossmann werd bekend om zijn video's waarin hij op educatieve wijze uitlegt hoe hij Apple-computers repareert. Naast deze video's maakt hij ook video's over zakendoen, vastgoed en recht op reparatie.
Hij kwam in de media tijdens een undercover video van CBC News en toonde dat een stekker van een laptop vastgeklikt kon worden om deze weer werkend te krijgen, terwijl de Apple Store 1200 dollar rekende voor het vervangen van het gehele moederbord.
Rossmann heeft zich vanaf 2021 ingezet als activist voor het aannemen van wetgeving inzake het recht op reparatie in meerdere wetgevende instanties van Amerikaanse steden en staten. Hij startte in 2021 een crowdfunding voor het starten van een directe stemming, ter bescherming van het consumentenrecht.
Begin 2024 heeft zijn kanaal ruim 2 miljoen abonnees. Zijn video's zijn bijna 500 miljoen keer bekeken.